# Methylengruppe

Die Methylengruppe

Die Methylengruppe ist eine funktionelle Gruppe mit der formalen Einheit CH2. Die einfachste chemische Verbindung mit einer Methylengruppe ist Methylen (CH2), ein sehr reaktives Carben.
Die Bezeichnung Methylen wurde 1834 von Jean Baptiste Dumas und Eugène-Melchior Péligot geprägt. Sie leitet sich von griech. μέθυ (méthy) "Wein"  und ὕλη (hýlē) "Holz" ab und bezieht sich auf die damalige Bezeichnung von Methanol als „Holzalkohol“, dessen dehydratisierte Form formal die Methylengruppe ist.

## Begriffsverwendung
Gemäß IUPAC-Nomenklatur kann die Vorsilbe Methylen- für einen doppelt gebundenen Substituenten (=CH2), eine zweibindige Gruppe (–CH2–) und zur Bezeichnung von Ketten- und Ringgliedern verwendet werden. Einen Spezialfall stellt die Bezeichnung für das hochreaktive Carben als „Methylenmolekül“ dar. Die Gruppierung =CH2 wird heute als Methylidengruppe bezeichnet.

Die blau markierte Methylengruppe (obere Reihe v. l. n. r.: in Dichlormethan, Methylencyclopropen und einem Triplett-Carben; untere Reihe v. l. n. r.: in einem Malonsäureester und in Propan)

Als aktivierte Methylenverbindungen bezeichnet man Substanzen, bei denen die Kohlenstoff-Wasserstoffbindung einer Methylengruppe durch elektronenziehende Substituenten besonders acide ist, also beispielsweise Malonsäureester und β-Ketoester. Diese Ester sind CH-acide Verbindungen und werden häufig in der Knoevenagel-Reaktion, der Michael-Addition oder ähnlichen Reaktionen als Edukte eingesetzt.
Methylenchlorid (CH2Cl2) ist eine häufig verwendete Bezeichnung für Dichlormethan.